# Afrotyphlops obtusus
Espèce
Synonymes
- Typhlops obtusus Peters, 1865
- Letheobia obtusus (Peters, 1865)
- Letheobia obtusa (Peters, 1865)
- Typhlops obtusus palgravei Laurent, 1968

Afrotyphlops obtusus est une espèce de serpents de la famille des Typhlopidae. 

## Répartition
Cette espèce se rencontre dans le Sud du Malawi, dans le Nord du Mozambique et dans le Nord-Est du Zimbabwe.

## Publication originale
- Peters, 1865 : Einen ferneren Nachtrag zu seiner Abhandlung über Typhlopina. Monatsberichte der Königlich Preussischen Akademie der Wissenschaften zu Berlin, vol. 1865, p. 259-263 (texte intégral).